# 阿卜杜勒哈希姆·穆塔洛夫
阿卜杜勒哈希姆·穆塔洛维奇·穆塔洛夫 （1947年2月14日—），乌兹别克斯坦政治家，1992年—1995年担任乌兹别克斯坦总理。

## 生平
穆塔洛夫1947年出生于塔什干州阿汉加兰。1965年高校毕业後在一家面包工厂就職，服完兵役後继续面包师工作。1976年，他在国立食品产業研究所毕业，1979年至1986年在当地的面包厂当厂长。1986年至1991年担任乌兹别克苏维埃社会主义共和国部长会议第一副主席，同時兼任食品部长。
乌兹别克斯坦独立后，穆塔洛夫在1992年1月至1995年12月担任新体制化的穆塔洛夫共和国首任总理。

## 關連項目
- 乌兹别克斯坦总理